# Kronecker-Produkt
Das Kronecker-Produkt ist in der Mathematik ein spezielles Produkt zweier Matrizen beliebiger Größe. Das Ergebnis des Kronecker-Produkts ist eine große Matrix, die durch Betrachtung aller möglichen Produkte von Einträgen der beiden Ausgangsmatrizen entsteht. Es ist nach dem deutschen Mathematiker Leopold Kronecker benannt.

## Definition
Ist {\displaystyle A} eine {\displaystyle m\times n}-Matrix und {\displaystyle B} eine {\displaystyle p\times r}-Matrix,
so ist das Kronecker-Produkt {\displaystyle C=A\otimes B} definiert als 
{\displaystyle C=(a_{ij}\cdot B)={\begin{pmatrix}a_{11}B&\cdots &a_{1n}B\\\vdots &\ddots &\vdots \\a_{m1}B&\cdots &a_{mn}B\end{pmatrix}}}
Explizit:
{\displaystyle A\otimes B={\begin{pmatrix}a_{11}b_{11}&a_{11}b_{12}&\cdots &a_{11}b_{1r}&\cdots &\cdots &a_{1n}b_{11}&a_{1n}b_{12}&\cdots &a_{1n}b_{1r}\\a_{11}b_{21}&a_{11}b_{22}&\cdots &a_{11}b_{2r}&\cdots &\cdots &a_{1n}b_{21}&a_{1n}b_{22}&\cdots &a_{1n}b_{2r}\\\vdots &\vdots &\ddots &\vdots &&&\vdots &\vdots &\ddots &\vdots \\a_{11}b_{p1}&a_{11}b_{p2}&\cdots &a_{11}b_{pr}&\cdots &\cdots &a_{1n}b_{p1}&a_{1n}b_{p2}&\cdots &a_{1n}b_{pr}\\\vdots &\vdots &&\vdots &\ddots &&\vdots &\vdots &&\vdots \\\vdots &\vdots &&\vdots &&\ddots &\vdots &\vdots &&\vdots \\a_{m1}b_{11}&a_{m1}b_{12}&\cdots &a_{m1}b_{1r}&\cdots &\cdots &a_{mn}b_{11}&a_{mn}b_{12}&\cdots &a_{mn}b_{1r}\\a_{m1}b_{21}&a_{m1}b_{22}&\cdots &a_{m1}b_{2r}&\cdots &\cdots &a_{mn}b_{21}&a_{mn}b_{22}&\cdots &a_{mn}b_{2r}\\\vdots &\vdots &\ddots &\vdots &&&\vdots &\vdots &\ddots &\vdots \\a_{m1}b_{p1}&a_{m1}b_{p2}&\cdots &a_{m1}b_{pr}&\cdots &\cdots &a_{mn}b_{p1}&a_{mn}b_{p2}&\cdots &a_{mn}b_{pr}\end{pmatrix}}_{(mp\times nr)}}.
Das heißt, jedes Element der Matrix {\displaystyle A} wird mit der Matrix {\displaystyle B} multipliziert. 
Das Ergebnis ist also eine Matrix mit {\displaystyle m\cdot p} Zeilen und {\displaystyle n\cdot r} Spalten.

## Beispiel
{\displaystyle {\begin{pmatrix}1&2\\3&4\\5&6\end{pmatrix}}\otimes {\begin{pmatrix}7&8\\9&0\end{pmatrix}}={\begin{pmatrix}1\cdot {\begin{pmatrix}7&8\\9&0\end{pmatrix}}&2\cdot {\begin{pmatrix}7&8\\9&0\end{pmatrix}}\\\\3\cdot {\begin{pmatrix}7&8\\9&0\end{pmatrix}}&4\cdot {\begin{pmatrix}7&8\\9&0\end{pmatrix}}\\\\5\cdot {\begin{pmatrix}7&8\\9&0\end{pmatrix}}&6\cdot {\begin{pmatrix}7&8\\9&0\end{pmatrix}}\end{pmatrix}}={\begin{pmatrix}7&8&\!\!\!&14&16\\9&0&\!\!\!&18&0\\[0.6em]21&24&\!\!\!&28&32\\27&0&\!\!\!&36&0\\[0.6em]35&40&\!\!\!&42&48\\45&0&\!\!\!&54&0\end{pmatrix}}}

## Eigenschaften

### Rechenregeln
Das Kronecker-Produkt ist nicht kommutativ, das heißt, im Allgemeinen gilt
{\displaystyle A\otimes B\neq B\otimes A}.
Es gibt jedoch Permutationsmatrizen {\displaystyle P,Q} so dass
{\displaystyle A\otimes B=P(B\otimes A)Q}
gilt. Sind dabei {\displaystyle A} und {\displaystyle B} quadratisch, so kann {\displaystyle P=Q^{T}} gewählt werden.
Das Kronecker-Produkt ist assoziativ. Das heißt, es gilt
{\displaystyle A\otimes (B\otimes C)=(A\otimes B)\otimes C}.

### Symmetrien
Für die Transposition gilt 
{\displaystyle (A\otimes B)^{T}=A^{T}\otimes B^{T}}.
Für die konjugierte Matrix gilt
{\displaystyle {\overline {A\otimes B}}={\overline {A}}\otimes {\overline {B}}}.
Für die adjungierte Matrix gilt
{\displaystyle (A\otimes B)^{*}=A^{*}\otimes B^{*}}.

### Bezüge zu anderen Operationen
Das Kronecker-Produkt ist bilinear mit der Matrizenaddition, das heißt, es gilt
{\displaystyle A\otimes (B+C)=A\otimes B+A\otimes C},
{\displaystyle (B+C)\otimes A=B\otimes A+C\otimes A}
und
{\displaystyle \lambda (A\otimes B)=(\lambda A)\otimes B=A\otimes (\lambda B)}
Sind die Matrizenprodukte {\displaystyle AC} und {\displaystyle BD} definiert, so gilt
{\displaystyle AC\otimes BD=(A\otimes B)(C\otimes D)}.

### Kenngrößen
Sind {\displaystyle A} und {\displaystyle B} quadratische Matrizen, so gilt für die Spur
{\displaystyle \mathrm {Spur} (A\otimes B)=\mathrm {Spur} (A)\cdot \mathrm {Spur} (B)}.
Für den Rang gilt 
{\displaystyle \mathrm {Rang} (A\otimes B)=\mathrm {Rang} (A)\cdot \mathrm {Rang} (B)}.
Ist {\displaystyle A} eine {\displaystyle n\times n} und {\displaystyle B} eine {\displaystyle m\times m} Matrix, so gilt für die Determinante
{\displaystyle \det(A\otimes B)={\det }^{m}(A)\,{\det }^{n}(B)}.
Sind {\displaystyle (\lambda _{i})_{i=1,\dotsc ,n}\,} die Eigenwerte von {\displaystyle A} und {\displaystyle (\mu _{j})_{j=1,\dotsc ,m}\,} die 
Eigenwerte von {\displaystyle B}, dann gilt:
{\displaystyle (\lambda _{i}\,\mu _{j})_{i=1,\dotsc ,n \atop j=1,\dotsc ,m}} sind die Eigenwerte von {\displaystyle A\otimes B}.
Für die Spektralnorm gilt demnach
{\displaystyle \|A\otimes B\|_{2}=\|A\|_{2}\cdot \|B\|_{2}}.

### Inverse
Sind {\displaystyle A,B} invertierbar, so ist auch {\displaystyle (A\otimes B)} invertierbar mit Inverser
{\displaystyle (A\otimes B)^{-1}=A^{-1}\otimes B^{-1}}.
Für die Moore-Penrose-Inverse gilt außerdem
{\displaystyle (A\otimes B)^{+}=A^{+}\otimes B^{+}}.
Allgemeiner gilt: Sind {\displaystyle A^{-}} und {\displaystyle B^{-}} verallgemeinerte Inversen von {\displaystyle A} und {\displaystyle B}, so ist {\displaystyle A^{-}\otimes B^{-}} eine verallgemeinerte Inverse von {\displaystyle A\otimes B}.

## Matrixgleichung
Es seien die Matrizen 
{\displaystyle A\in \operatorname {Mat} (k\times \ell ),\,B\in \mathrm {Mat} (m\times n),\,C\in \mathrm {Mat} (k\times n)} gegeben und eine Matrix {\displaystyle X\in \operatorname {Mat} (\ell \times m)} gesucht, so dass {\displaystyle AXB=C\,} gilt. Dann gilt folgende Äquivalenz:
{\displaystyle AXB=C\iff (B^{T}\otimes A)\,\operatorname {vec} (X)=\operatorname {vec} (C)}.
Hierbei steht {\displaystyle \operatorname {vec} } für die spaltenweise Vektorisierung einer Matrix zu einem Spaltenvektor: Sind {\displaystyle {\vec {x}}_{1},\dotsc ,{\vec {x}}_{m}} die Spalten der Matrix {\displaystyle X\in \operatorname {Mat} (\ell \times m)}, so ist 
{\displaystyle \operatorname {vec} (X)={\begin{pmatrix}{\vec {x}}_{1}\\\vdots \\{\vec {x}}_{m}\end{pmatrix}}}
ein Spaltenvektor der Länge {\displaystyle \ell \cdot m}. Analog ist {\displaystyle \operatorname {vec} (C)} ein Spaltenvektor der Länge {\displaystyle k\cdot n}.
Hat man den Vektor {\displaystyle \operatorname {vec} (X)} ermittelt, so ergibt sich daraus unmittelbar die zugehörige 
isomorphe Matrix {\displaystyle X\in \mathrm {Mat} (\ell \times m)}.

### Beweis der Äquivalenz
Es ist {\displaystyle AXB=C\iff AX\left({\vec {b}}_{1},\dotsc ,{\vec {b}}_{n}\right)=\left({\vec {c}}_{1},\dotsc ,{\vec {c}}_{n}\right)\iff AX{\vec {b_{i}}}={\vec {c_{i}}}\iff {\begin{pmatrix}AX{\vec {b}}_{1}\\\vdots \\AX{\vec {b}}_{n}\end{pmatrix}}=\operatorname {vec} (C)}.
Dabei ist {\displaystyle {\begin{pmatrix}A({\vec {x}}_{1},\dotsc ,{\vec {x}}_{m}){\vec {b}}_{1}\\\vdots \\A({\vec {x}}_{1},\dotsc ,{\vec {x}}_{m}){\vec {b}}_{n}\end{pmatrix}}={\begin{pmatrix}A(b_{11}{\vec {x}}_{1}+\dotsc +b_{m1}{\vec {x}}_{m})\\\vdots \\A(b_{1n}{\vec {x}}_{1}+\dotsc +b_{mn}{\vec {x}}_{m})\end{pmatrix}}={\begin{pmatrix}A\,b_{11}&\cdots &A\,b_{m1}\\\vdots &\ddots &\vdots \\A\,b_{1n}&\cdots &A\,b_{mn}\end{pmatrix}}{\begin{pmatrix}{\vec {x}}_{1}\\\vdots \\{\vec {x}}_{m}\end{pmatrix}}=(B^{T}\otimes A)\,\operatorname {vec} (X)}.

## Gleichungssystem mit Matrixkoeffizienten
Für {\displaystyle i=1,...,r\,} und {\displaystyle j=1,...,s\,} seien die Matrizen {\displaystyle A_{ij}\in \mathrm {Mat} (k\times \ell ),\,B_{ij}\in \mathrm {Mat} (m\times n),\,C_{i}\in \mathrm {Mat} (k\times n)} gegeben.
Gesucht sind die Matrizen {\displaystyle X_{i}\in \mathrm {Mat} (\ell \times m)}, welche das Gleichungssystem 
{\displaystyle {\begin{bmatrix}A_{11}X_{1}B_{11}+...+A_{1s}X_{s}B_{1s}&=&C_{1}\\&\vdots &\\A_{r1}X_{1}B_{r1}+...+A_{rs}X_{s}B_{rs}&=&C_{r}\\\end{bmatrix}}}
lösen. Diese Aufgabenstellung ist äquivalent zum Lösen des Gleichungssystems
{\displaystyle {\begin{pmatrix}B_{11}^{T}\otimes A_{11}&\cdots &B_{1s}^{T}\otimes A_{1s}\\\vdots &\ddots &\vdots \\B_{r1}^{T}\otimes A_{r1}&\cdots &B_{rs}^{T}\otimes A_{rs}\\\end{pmatrix}}{\begin{pmatrix}\operatorname {vec} \,X_{1}\\\vdots \\\operatorname {vec} \,X_{s}\end{pmatrix}}={\begin{pmatrix}\operatorname {vec} \,C_{1}\\\vdots \\\operatorname {vec} \,C_{r}\end{pmatrix}}}

## Weitere Anwendungen
Das Kronecker-Produkt wird beispielsweise in verallgemeinerten linearen Regressionsmodellen verwendet, um eine Kovarianzmatrix von korrelierten Störgrößen zu konstruieren (z. B. die Kovarianzmatrix bei scheinbar unverbundenen Regressionsgleichungen, siehe  Kovarianzmatrix#Kovarianzmatrix bei scheinbar unverbundenen Regressionsgleichungen). Man erhält hier etwa eine blockdiagonale Zellnermatrix.
Zudem braucht man das Kronecker-Produkt in der Quantenmechanik, um Systeme mit mehreren Teilchen, die ein beidseitig beschränktes Spektrum besitzen, zu beschreiben. Zustände mehrerer Teilchen sind dann Kroneckerprodukte der Einteilchenzustände. Im Falle eines unbeschränkten Spektrums bleibt nur die algebraische Struktur eines Kronecker-Produktes erhalten, da dann keine Darstellung durch Matrizen existiert.

## Zusammenhang mit Tensorprodukten
Gegeben seien zwei lineare Abbildungen {\displaystyle \varphi _{1}\colon V_{1}\longrightarrow W_{1}} und {\displaystyle \varphi _{2}\colon V_{2}\longrightarrow W_{2}} zwischen endlichdimensionalen Vektorräumen. Dann gibt es immer genau eine lineare Abbildung
{\displaystyle \varphi _{1}\otimes \varphi _{2}\colon V_{1}\otimes V_{2}\longrightarrow W_{1}\otimes W_{2}}
zwischen den Tensorprodukten mit
{\displaystyle [\varphi _{1}\otimes \varphi _{2}](v_{1}\otimes v_{2})=\varphi _{1}(v_{1})\otimes \varphi _{2}(v_{2})}.
Wenn wir auf den Vektorräumen {\displaystyle V_{1},W_{1},V_{2}} und {\displaystyle W_{2}} je eine Basis auswählen, so können wir der Abbildung {\displaystyle \varphi _{1}} ihre Darstellungsmatrix {\displaystyle A} zuordnen. Es sei {\displaystyle B} die Darstellungsmatrix von {\displaystyle \varphi _{2}}.
Das Kronecker-Produkt {\displaystyle A\otimes B} der Darstellungsmatrizen entspricht nun genau der Darstellungsmatrix der tensorierten Abbildung {\displaystyle \varphi _{1}\otimes \varphi _{2}}, wenn man auf {\displaystyle V_{1}\otimes V_{2}} und {\displaystyle W_{1}\otimes W_{2}} die Basis zugrunde legt, welche sich aus den lexikographisch angeordneten Paaren von Basisvektoren der am Tensorprodukt beteiligten Vektorräume ergibt: Sind {\displaystyle (e_{1},e_{2},\ldots ,e_{n})} die ausgewählte Basis von {\displaystyle V_{1}} und {\displaystyle (f_{1},f_{2},\ldots ,f_{p})} die Basis von {\displaystyle V_{2}}, so nehmen wir 
{\displaystyle (e_{1}\otimes f_{1},e_{1}\otimes f_{2},\ldots ,e_{1}\otimes f_{p},e_{2}\otimes f_{1},\ldots ,e_{n}\otimes f_{p-1},e_{n}\otimes f_{p})}
als Basis für das Tensorprodukt {\displaystyle V_{1}\otimes V_{2}}. Analog für {\displaystyle W_{1}\otimes W_{2}}.

## Historisches
Das Kronecker-Produkt ist nach Leopold Kronecker benannt, obwohl Georg Zehfuss die Definition des Produktes schon 1858 leistete, weshalb das Kronecker-Produkt manchmal auch Zehfuss-Produkt genannt wird.